# MacBeth Sibaya
Ntuthuko MacBeth-Mao Sibaya (Durban, 25 november 1977) is een voormalig Zuid-Afrikaans betaald voetballer die bij voorkeur op het middenveld speelt. Hij verruilde in januari 2011 Roebin Kazan voor Moroka Swallows. In maart 2001 debuteerde hij in het Zuid-Afrikaans voetbalelftal, waarvoor hij 62 officiële interlands speelde.

## Carrière
| Seizoen   | Club            | Wedstrijden(Goals) |
| --------- | --------------- | ------------------ |
| 1999-2002 | Jomo Cosmos     | 59 (6)             |
| 2002-2003 | Rosenborg BK    | 4 (0)              |
| 2003-2011 | Roebin Kazan    | 125 (3)            |
| 2011-..   | Moroka Swallows | 20 (1)             |